# Glodianus pallidiceps
Glodianus pallidiceps är en stekelart som beskrevs av Cameron 1911. Glodianus pallidiceps ingår i släktet Glodianus och familjen brokparasitsteklar. Inga underarter finns listade i Catalogue of Life.